# Charrecey
Charrecey este o comună în departamentul Saône-et-Loire, Franța. În 2009 avea o populație de 297 de locuitori.

## Evoluția populației
| An        | 1975 | 1982 | 1990 | 1999 | 2006 | 2009 |
| --------- | ---- | ---- | ---- | ---- | ---- | ---- |
| Populație | 252  | 264  | 285  | 313  | 303  | 297  |